# Иммунологическая толерантность при беременности
Иммунологическая толерантность при беременности — отсутствие у матери иммунной реакции на развивающийся плод и плаценту, что может рассматриваться как успешная аллотрансплантация тканей, так как плод и плацента генетически отличаются от материнского организма. В связи с этим самопроизвольный аборт нередко можно считать реакцией отторжения трансплантата из-за отсутствия иммунологической толерантности со стороны материнского организма. Явление иммунологической толерантности при беременности является предметом изучения репродуктивной иммунологии.

## Механизмы

### Плацентарные механизмы

Плацента функционирует как иммунологический барьер между матерью и эмбрионом

Плацента является иммунологическим барьером между матерью и плодом, создавая для последнего иммунные привилегии. Для этого известно несколько механизмов:
- секреция нейрокинина В[англ.], связывающегося с фосфохолином[англ.], который подавляет идентификацию посторонних агентов иммунной системой. Такой же механизм используют некоторые нематоды, паразитирующие в теле хозяина, чтобы избежать столкновения с иммунной системой последнего[2];
- у плода имеются малые лимфоциты-супрессоры, подавляющие ответ материнских Т-киллеров на интерлейкин 2[1];
- в отличие от других клеток организма, клетки трофобласта плаценты не экспрессируют классические изотипы[англ.] главного комплекса гистосовместимости (МНС) I класса HLA-A[англ.] и HLA-В[англ.], из-за чего они не опознаются Т-киллерами как чужеродные. В то же время они имеют особые изотипы HLA-E[англ.] и HLA-G[англ.], которые препятствуют работе материнских натуральных киллеры, уничтожающих клетки, не экспрессирующие МНС I класса[англ.][3]. При этом трофобласты экспрессируют также типичный изотип HLA-C[англ.][3].
- образование синцития без какого-либо межклеточного пространства между плодом и матерью ограничивает передвижение в плод подвижных иммунных клеток матери. Эпителия в данном случае недостаточно, поскольку некоторые иммунные клетки способны проходить между соседними эпителиальными клетками. По-видимому, слияние клеток вызывается вирусными гибридными белками[англ.] эндосимбиотического эндогенного ретровируса[англ.][4]. Первоначально одним из факторов вирулентности[англ.] этого вируса была его способность избегать контакта с иммунной системой путём создания изолированного синцития. Кроме того, это позволяло распространяться вирусу путём слияния заражённой клетки с незаражённой. Предполагается, что предки живородящих млекопитающих появились после инфицирования этим вирусом, и в результате плод получил ещё один уровень защиты от материнского иммунитета[5].

Тем не менее плацента пропускает в плод материнские антитела класса IgG, осуществляющие его защиту от инфекций. Однако эти антитела не действуют на клетки плода, пока какие-либо его клетки не прошли через плаценту, где они могут встретиться с материнскими B-лимфоцитами, после чего последние начнут производить антитела против клеток плода. Кроме того, материнский организм вырабатывает антитела против клеток других групп крови по системе ABO, однако эти антитела обычно относятся к классу IgM и поэтому не проникают через плаценту. В редких случаях возможна ABO-несовместимость, при которой антитела типа IgG, направленные против плода с другой группой крови, проникают через плаценту; такие случаи имеют место при сенсибилизации матерей (обычно с группой крови 0) антигенами из пищи или бактериями.

### Другие механизмы
Плацентарные механизмы не объясняют всех наблюдаемых явлений, сопровождающих иммунологическую толерантность при беременности. Например, клетки крови плода проникают в кровоток матери за барьер, создаваемый плацентой.
Существует также гипотеза фетоэмбрионической защитной системы эутериев (англ. Eutherian fetoembryonic defense system (eu-FEDS)), согласно которой растворённые в цитоплазме и заякоренные в мембране гликопротеины, экспрессирующиеся в гаметах, подавляют любой иммунный ответ на плод или плаценту. Согласно этой модели, к этим иммуносупрессирующим гликопротеинам ковалентно присоединены специфические олигосахариды, выступающие в качестве «функциональных групп» при подавлении иммунного ответа. В этой модели в качестве главных гликопротеинов матки и плода у человека считают альфа-фетопротеин, CA-125 и гликоделин-А, также известный как белок плаценты 14 (англ. placental protein 14, PP14).
Другие гипотезы предполагают участие в механизмах толерантности регуляторных Т-лимфоцитов и гуморального иммунитета. Также предполагается, что при беременности на границе материнский организм — плод происходит подавление клеточного иммунитета и активация гуморального иммунитета.

## Недостаточность толерантности
Самопроизвольный аборт нередко можно считать реакцией отторжения трансплантата, а хроническое отсутствие иммунологической толерантности по отношению к плоду может привести к бесплодию. Кроме того, известны такие состояния, как преэклампсия и резус-конфликт.
- Резус-конфликт вызывается появлением в материнском организме антител (в том числе класса IgG) против резус-фактора (Rh) — одного из антигенов эритроцитов. Это происходит, когда у эритроцитов матери резус-фактора нет, а у плода он есть, при этом небольшое количество резус-положительной крови от прошлых беременностей попало в кровоток матери, и в результате этого в материнском организме стали вырабатываться антитела типа IgG против Rh-антигена. Материнские IgG способны проходить в плод через плаценту и, если содержание этих антител будет достаточным, может произойти разрушение эритроцитов резус-положительного плода, в результате чего развивается гемолитическая желтуха новорождённых. Степень развития этого заболевания будет тем выше, чем больше в прошлом у матери было резус-конфликтных беременностей.
- Одной из причин преэклампсии является иммунный ответ против плаценты. Считается, что это состояние можно предотвратить путём введения семенной жидкости партнёра, которая обладает иммуномодулирующими свойствами[12][13].

Беременности, при которых плод развивается из донорской яйцеклетки, то есть когда женщина, вынашивающая плод, менее генетически ему родственна, чем биологическая мать, часто осложняются гипертензией беременных и различными патологиями плаценты. При такой беременности также более выражены локальные и системные иммунологические изменения, чем при нормальной беременности, поэтому было высказано предположения, что частые осложнения таких беременностей обусловлены сниженной иммунологической толерантностью со стороны вынашивающей плод женщины.
Другими нарушениями иммунологической толерантности, приводящими к бесплодию и выкидышам, является наличие антифосфолипидных и антиядерных антител.
Антифосфолипидные антитела действуют на фосфолипиды клеточных мембран. Было показано, что антитела против таких мембранных фосфолипидов, как фосфатидилсерин, фосфатидилхолин, фосфатидилглицерол, фосфатидилинозитол и фосфатидилэтаноамин действуют на предзародыш. Антитела против фосфатидилсерина и фосфатидилэтаноамина направлены против трофобласта. Эти фосфалипиды играют важную роль в удержании клеток зародыша связанными с клетками матки и прохождении имплантации. Если у женщины имеются антитела против этих фосфолипидов, то они будут разрушены в ходе иммунного ответа, и зародыш не сможет прикрепиться к стенке матки. Эти антитела также опасны и для самой матки, поскольку изменяют кровоток в ней.
Антиядерные антитела вызывают воспаление в матке, не позволяющее произойти имплантации зародыша. Натуральные киллеры распознают клетки зародыша как раковые и атакуют их. У женщин с такими аномалиями развивается эндометриоз и бесплодие, сопровождаемое выкидышами, обусловленное высоким уровнем антиядерных антител. Итак, наличие антифосфолипидных и антиядерных антител оказывают разрушающее воздействие на имплантацию зародыша, чего не наблюдается при наличии антитироидных антител. Высокий уровень этих антител не имеет такого пагубного эффекта, однако он свидетельствует о риске выкидыша. Высокое содержание антитироидных антител также свидетельствует о том, что женщина имеет нарушения в системе Т-лимфоцитов, поскольку оно является индикатором усиленной секреции цитокинов Т-лимфоцитами, что приводит к развитию воспаления в стенке матки.
В настоящий момент по-прежнему не существует препаратов, обеспечивающих предотвращение выкидышей путём подавления иммунитета матери.

## Повышение чувствительности к инфекциям
Изменения иммунитета при беременности могут быть причиной повышенной чувствительности к ряду инфекционных заболеваний, например, к токсоплазмозу и листериозу, а также усугубить проявления и повысить смертность от таких заболеваний, как грипп и ветряная оспа.